# Walter Hanel
Walter Hanel (* 14. September 1930 in Teplitz-Schönau, Tschechoslowakei; † 28. April 2024 in Bonn in Bonn) war ein deutscher politischer Karikaturist.

## Biografie
In der Tschechoslowakei und dem Reichsgau Sudetenland aufgewachsen, wurde Hanel in den letzten Tagen des Zweiten Weltkrieges als Gymnasiast zum Volkssturm eingezogen und erlebte so als 14-Jähriger die verheerenden Luftangriffe auf Dresden. Aus seiner Heimat vertrieben, zog er mit seiner Mutter nach Leipzig und begann in der DDR eine Malerlehre. Er übersiedelte bald in die Bundesrepublik Deutschland nach Köln und schloss dort seine Ausbildung als Maler und Lackierer ab. Neben seiner Arbeit bei den Kölner Fordwerken lernte er an der Volkshochschule Zeichnen. Ab 1953 absolvierte er ein Kunststudium als Grafiker an den Kölner Werkschulen und wurde 1959 zum Meisterschüler ernannt. Er gewann im selben Jahr den 1. Preis eines Karikaturen-Wettbewerbs der Zeitung Die Welt.
1956 heiratete er Gertrud Elisabeth Fischer und zog mit ihr in den 1960er Jahren nach Bensberg. 1971 wurde seine Tochter Valeska Hanel geboren. 1997 starb seine Frau bei einem Autounfall. Die Stadt Bergisch Gladbach ernannte ihn 2003 zu ihrem Ehrenbürger. Er lebte vor seinem Tod bei seiner Lebensgefhaertin und Galeristin Karin von Hagen.
Hanel gilt heute als führender politischer Zeichner in Deutschland. Er war Mitarbeiter mit regelmäßigen Zeichnungen und Cartoons bei:
- Simplicissimus
- Pardon
- DM
- Rheinischer Merkur
- Kölner Stadt-Anzeiger
- FAZ
- impulse
- Spiegel

und überregional / international beim
- Herald Tribune
- Le Monde
- Le Soir
- Time Magazine
- Zeit-Magazin

1970 (nach 12 Jahren beim WDR) wendete er sich der freien grafischen Arbeit zu, da (Zitat) „… Karikaturisten nicht mit ‚Grautönen‘ arbeiten können, für sie gibt es immer nur ‚schwarz‘ oder ‚weiß‘ …“
Seit 1975 ist Hanel mit seinen Werken bei zahlreichen Ausstellungen im In- und Ausland vertreten gewesen, u. a. im Kunstverein Ingolstadt (1982), im Karikaturenmuseum Warschau, im Wilhelm-Busch-Museum Hannover, in der Kunstsammlung der Universität Göttingen und beim Deutsch-Italienischen Kulturinstitut Florenz.
- 2005 Große Ausstellung im Haus der Geschichte in Bonn
- 2006 Ausstellung in der Brandenburgischen Landeszentrale für politische Bildung.

Die politischen Karikaturen Walter Hanels befinden sich fast vollständig in den Sammlungen des Hauses der Geschichte der Bundesrepublik Deutschland.

## Werke
- Denkschule für Demokratie, Heider-Verlag, Bergisch Gladbach 2003, ISBN 3-87314-388-7
- Baustelle Europa, Heider-Verlag, Bergisch Gladbach 2004, ISBN 3-87314-397-6
- Oh, Justitia, Heider-Verlag, Bergisch Gladbach 2007, ISBN 978-3-87314-426-2
- 5 nach 12, Heider-Verlag, Bergisch Gladbach 2010, ISBN 978-3-87314-452-1

## Auszeichnungen
- 1987: Wilhelm-Busch-Preis
- 1988: Thomas-Nast-Medaille
- 1999: Goldmedaille Satyrykon, Polen[7]
- 1995: Deutscher Preis für die politische Karikatur[7]
- 2000: Europa-Union-Medaille der Europa-Union
- 2001: Verdienstkreuz 1. Klasse des Verdienstordens der Bundesrepublik Deutschland
- 2003: Ehrenbürger der Stadt Bergisch Gladbach
- 2009: Ehrenpreis des Deutschen Karikaturenpreises der Sächsischen Zeitung[8]